# Ernest Abbeyquaye
 (juin 2024).
Ernest Abbeyquaye, aussi appelé Ernest Kofi Abbeyquaye, est un réalisateur et producteur de cinéma ghanéen. 
Il a travaillé pour plusieurs institutions cinématographiques ghanéennes, dont la Ghana Films Industry Corporation. Ernest Abbeyquaye réalise notamment A Mother's Revenge (1994), The Other Side of the Rich (1992) et Confessions (1993).

## Biographie
Ernest Abbeyquaye étudie à l'Arts Council Acting School dans les années 1960, où il fait partie de la première promotion. Il obtient ensuite un diplôme en arts dramatiques et théâtraux à l'École des arts du spectacle de l'université du Ghana. 
Entre 1966 et 1970, il enseigne l'anglais, la littérature et l'art dramatique. Après avoir suivi une formation professionnelle postuniversitaire à la National Film and Television School de Beaconsfield, dans le Buckinghamshire (Royaume-Uni), entre 1972 et 1975, il travaille brièvement avec Samuelson Film Services Ltd. au Royaume-Uni. En 1978, il fait son entrée à l'Institut national du film et de la télévision (en) (NAFTI) avant de devenir directeur général adjoint et premier directeur des études de l'institut. Ernest Abbeyquaye travaille également pendant plusieurs années pour la Ghana Films Industry Corporation (GFIC), où il devient producteur exécutif. 
Il écrit et réalise de nombreux longs métrages et documentaires qui sont présentés au Ghana et à l'étranger, tournant dans des pays comme le Nigéria, la Sierra Leone, la Gambie et l'Érythrée). Au cours de sa carrière, Ernest Abbeyquaye interviewe de nombreux individus, dont des universitaires, des généraux, des hommes politiques, des chefs d'État, des agriculteurs, des commerçants, des ouvriers et des enfants. Il est également consultant pour l'UNESCO sur l'utilisation du cinéma et de la télévision pour le développement rural. 
Ernest Abbeyquaye participe aussi à la production d'Hamele : Le Prince de Tongo (acteur), Les Chroniques d'Odumkrom – Le Directeur (réalisateur) et Pas de larmes pour Ananse (narrateur),,.
En 2001, il crée avec d'autres cinéastes la Ghana Academy of Film and Television Arts (GAFTA). En 2016, il travaille avec Trumpet Africa Productions et Emerald Films.

## Vie privée
Ernest Abbeyquaye est marié à Benedicta Abbeyquaye et ils ont cinq enfants, dont un meurt.

## Filmographie
- 1994 : A Mother's Revenge[6]
- 1992 : The Other Side of the Rich[6]
- 1993 : Confessions[6]
- 1995 : King Lions Law

## Récompenses et distinctions
Abbeyquaye reçoit en 2018 le Television and Film Pioneer Award à Londres, au Royaume-Uni, dans le cadre du GUBA Award,.